# Verzögerer (Polymerisation)
Verzögerer, auch Inhibitoren oder Stabilisatoren genannt, sind Substanzen, die in der Kunststoffindustrie die Polymerisation (Radikalkettenpolymerisation) von Monomeren verzögern oder gar verhindern. Dies wird besonders durch Substanzen erreicht, die durch eine Übertragungsreaktion leicht Radikale bilden. Die so entstehenden Radikale sind reaktionsträge und reagieren mit den Monomeren nicht in nennenswertem Umfang. Als Verzögerer werden meist aromatische Verbindungen, wie Phenol, Hydrochinon oder 4-Nitrophenol eingesetzt:

Phenol
Hydrochinon
4-Methoxyphenol / Hydrochinonmonomethylether / HQME
4-Nitrophenol
Butylhydroxytoluol / BHT

## Wirkungsweise
Die Wirkung der Verzögerer beruht auf der Bildung energiearmer, mesomeriestabilisierter Radikale. Das ungepaarte Elektron des Radikals wird dabei durch die Resonanz mit den π-Elektronen des Aromaten stabilisiert.

## Anwendung
Verzögerer sollen bei Monomeren die Lagerstabilität erhöhen und eine ungewünschte vorzeitige Polymerisation bei der Verarbeitung unterbinden. Vor dem gewünschten Polymerisationsprozeß muss der Verzögerer vom Monomer abgetrennt werden. Dies geschieht entweder destillativ oder adsorptiv. Bisweilen wird die Wirkung des Verzögerers auch einfach durch einen Überschuss an Katalysator kompensiert („überfahren“). Dabei startet die Radikalkettenpolymerisation erst dann, wenn der Verzögerer „verbraucht“ ist, also nach einer zeitlichen Verzögerung (Induktionsperiode).